# Géographie de Saint-Pierre-et-Miquelon
Saint-Pierre-et-Miquelon est une collectivité d'outre-mer française située dans le golfe du Saint-Laurent, au large de l'île canadienne de Terre-Neuve, en Amérique du Nord. C'est le seul territoire d'outre-mer français qui se situe au nord du tropique du Cancer.

## Localisation

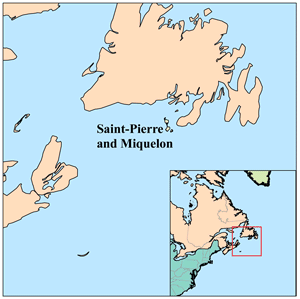
Carte de localisation de Saint-Pierre-et-Miquelon au sud de Terre-Neuve.

L'archipel de Saint-Pierre-et-Miquelon est situé au sud de Terre-Neuve, dans le golfe du Saint-Laurent. Selon une direction nord-sud, il en est distant de 60 km. Les îles sont cependant plus proche de la péninsule de Burin, à 25 km à l'est. L'île Verte est située à mi-chemin entre Saint-Pierre-et-Miquelon et Terre-Neuve.

## Géographie physique

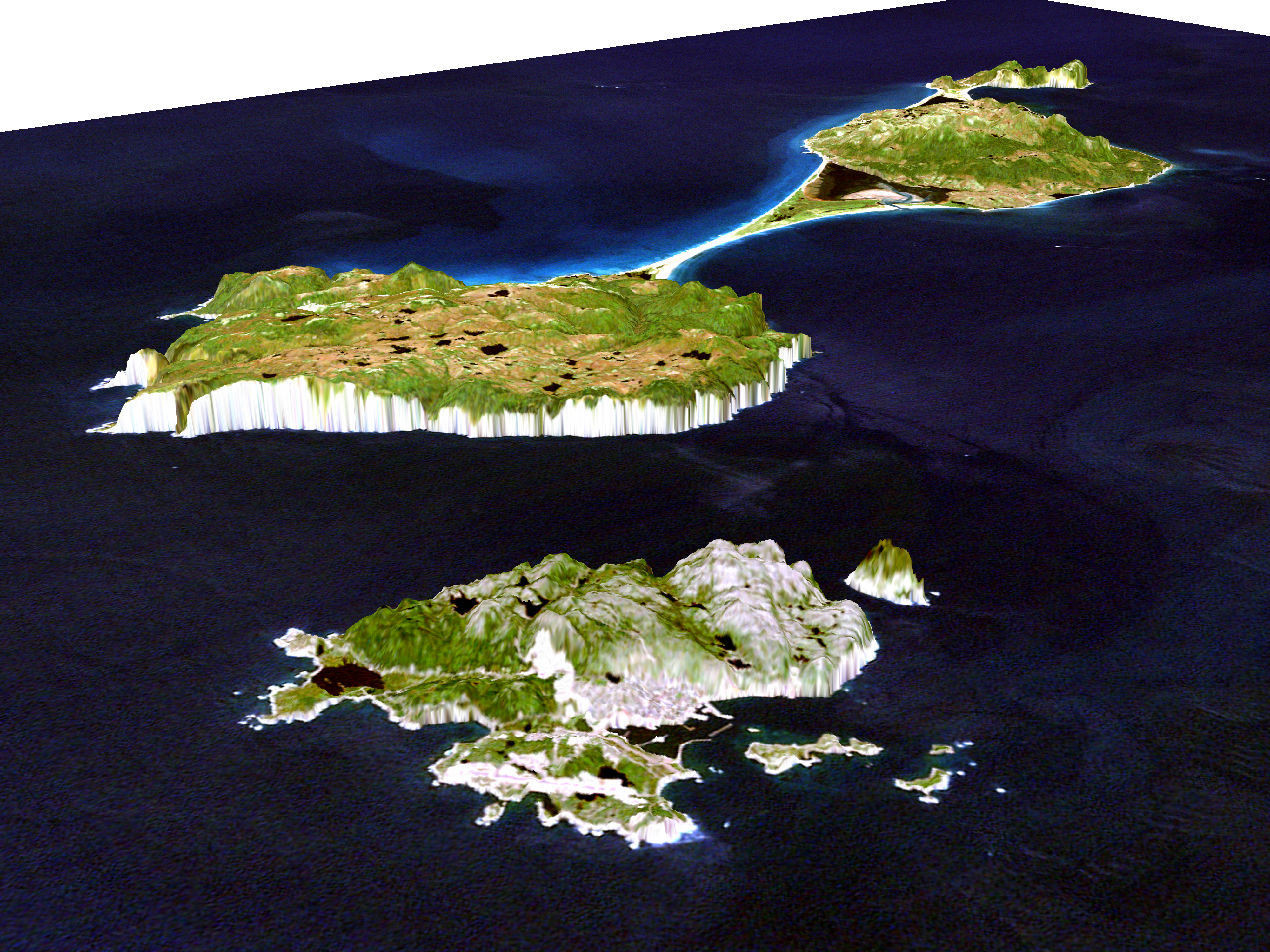
Vue oblique d'un modèle numérique de terrain texturé avec des images satellites de l'archipel ; l'échelle verticale est exagérée.

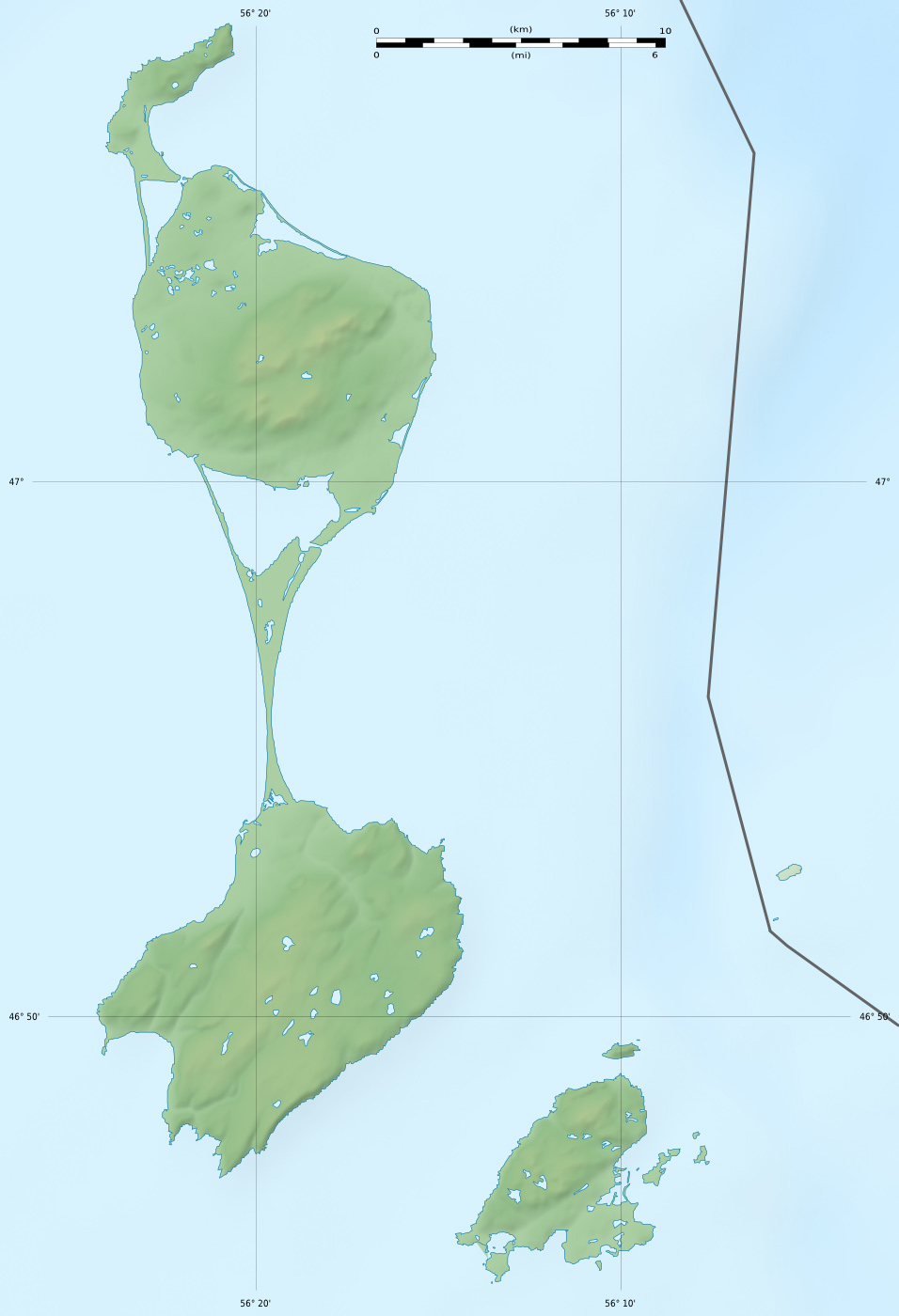
Carte topographique de l'archipel.

Saint-Pierre-et-Miquelon est un archipel de huit îles principales, Saint-Pierre (25 km2) et Miquelon (216 km2) étant les plus grandes. Au total, la superficie de l'archipel s'élève à 242 km2, pour 120 km de côtes.
Saint-Pierre est entourée par plusieurs îles plus petites : Petit Colombier, l'île aux Marins, l'île aux Pigeons et l'île aux Vainqueurs au sud-est, et Grand Colombier au nord. Ces îles, inhabitées, ont toutes été habitées à une époque ou une autre. Le village de Saint-Pierre, sur l'île Saint-Pierre, est le plus grand de l'archipel.
Saint-Pierre est séparée de l'île de Miquelon par un détroit de 6 km de large.
L'île de Miquelon est constituée de trois anciennes îles, géologiquement distinctes : Grande Miquelon (110 km2), Langlade (91 km2) et Le Cap (15 km2). Depuis le XVIIIe siècle, un cordon littoral sableux de 13 km de long relie Grande Miquelon et Langlade. Le village de Miquelon est situé à la jonction entre Grande Miquelon et Le Cap.

## Climat

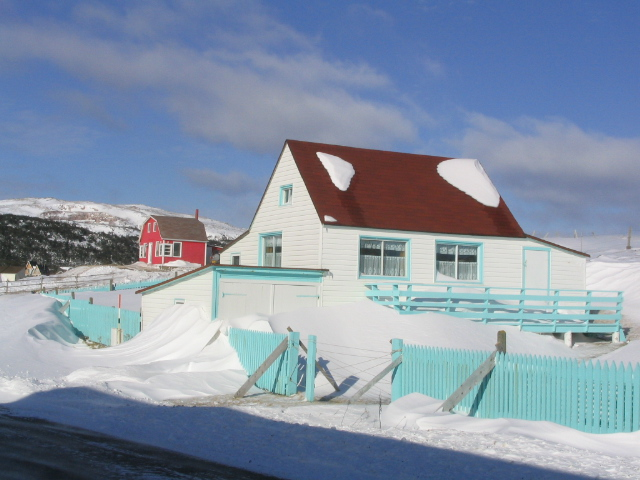
Les hivers à Saint-Pierre sont caractérisés par des chutes de neige venteuses, ici le 28 janvier 2005.

Le climat de l'archipel est très humide et venteux. Les hivers sont longs et rigoureux. Le printemps et le début de l'été sont brumeux et frais. La fin de l'été et le début de l'automne sont ensoleillés.

## Statistiques
Revendications maritimes
- Eaux territoriales : 12 nmi (22,2 km)
- Zone économique exclusive : 200 nmi (370,4 km)[3]

Extrêmes d'altitude
- Point le plus bas : golfe du Saint-Laurent, 0 m
- Point culminant : morne de la Grande Montagne sur l'île de Miquelon, 240 m

Utilisation du sol (estimations en 1993)
- Terre arable : 13 %
- Cultures permanentes : 0 %
- Prés permanents : 0 %
- Bois et forêts : 4 %
- Autres : 83 %